# 大唐李白
《大唐李白》是張大春在《認得幾個字》與《送給孩子的字》之後,2013年在新經典文化出版的作品。書中介紹少年李白在大唐太平盛世的遊歷。內容包含寫,賞,評古詩,詩的聲韻,取仕,認字等,將訊息透過字的形聲義隱含於描述中。

## 外部連結
- 張大春大書場之大唐李白：前言（一）  （页面存档备份，存于）
- 張大春大書場之大唐李白：少年遊（一） （页面存档备份，存于）
- 【愛悅讀】20140225 - 大唐李白 - 張大春 （页面存档备份，存于）
- 張大春臉書 （页面存档备份，存于）
- 說文解字線上版 （页面存档备份，存于）
- 书评：《大唐李白》张大春与李白的时光旅行
- 《大唐李白·少年游》出版
- 评《大唐李白》：只停留在业余文史爱好者的程度 （页面存档备份，存于）